# محمد مزالی
محمد مزالی (عربی: محمد مزالي؛ زاده ۲۳ دسامبر ۱۹۲۵ – درگذشته ۲۳ ژوئن ۲۰۱۰) یک سیاست‌مدار اهل تونس بود. وی از ۲۳ آوریل ۱۹۸۰ تا ۸ ژوئیه ۱۹۸۶ نخست‌وزیر این کشور بود.

## زندگینامه
مزالی در ۲۳ دسامبر ۱۹۲۵ در المنستیر، تونس به دنیا آمد. او از خانواده‌ای است که اجدادشان از قبیله آیت مزال، یک قبیله بربر از منطقه سوس در مراکش بودند. آنها پس از بازگشت از حج در اواخر قرن هفدهم در تونس ساکن شده بودند.